# سون‌هیلز (کلرادو)
سون‌هیلز (به انگلیسی: Seven Hills) یک منطقهٔ مسکونی در ایالات متحده آمریکا است که در شهرستان بولدر، کلرادو واقع شده‌است. سون‌هیلز ۱٫۳ کیلومتر مربع مساحت و ۱۲۱ نفر جمعیت دارد و ۱٬۹۸۱٫۲۲ متر بالاتر از سطح دریا واقع شده‌است.